# St. Michael (Marnbach)

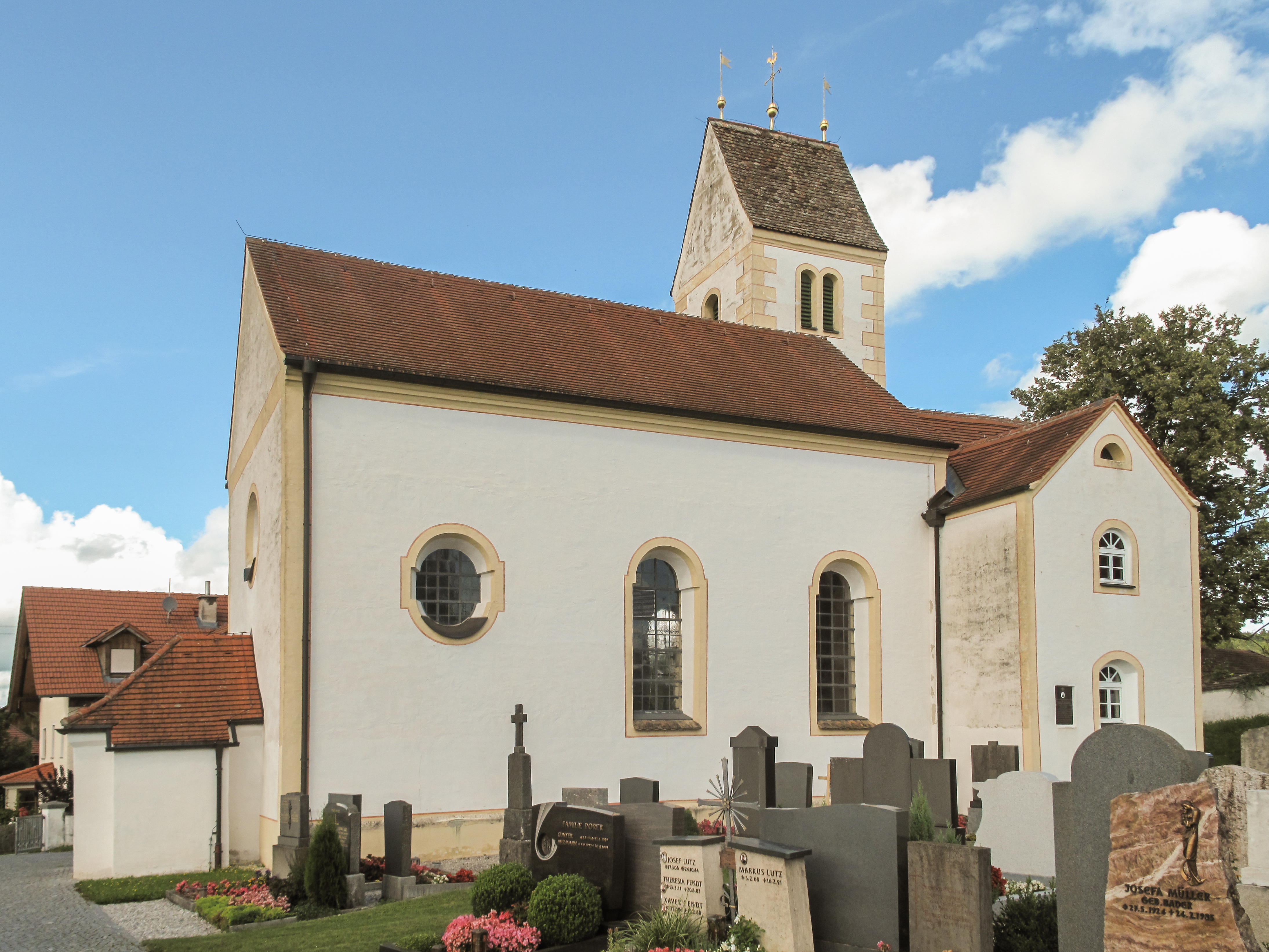
St. Michael von Süden

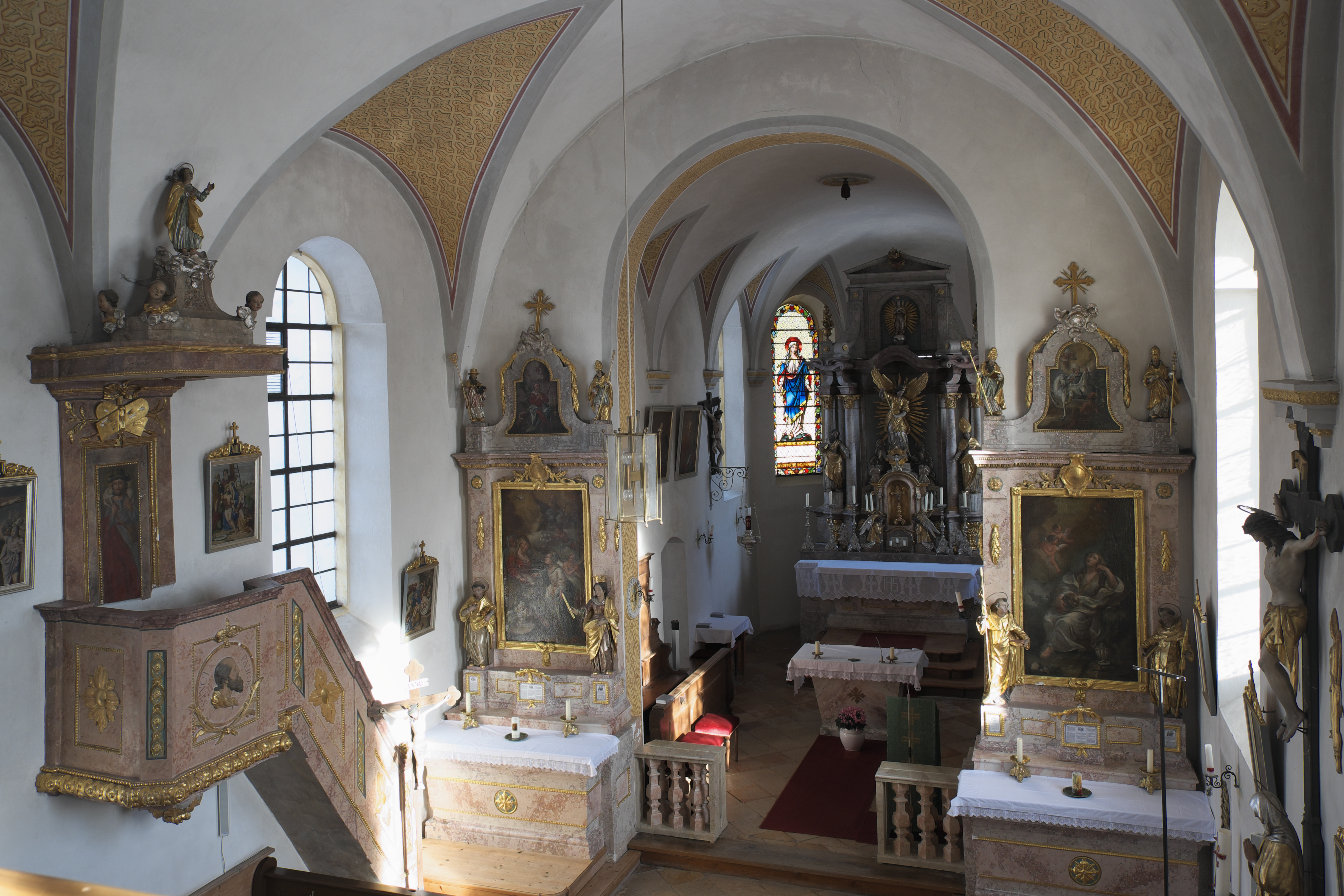
Innenraum

Die römisch-katholische Pfarrkirche St. Michael steht im Ortsteil Marnbach der Kreisstadt Weilheim in Oberbayern. Das denkmalgeschützte Gotteshaus gehört mit der Pfarreiengemeinschaft Weilheim zum Dekanat Weilheim-Schongau im Bistum Augsburg. Die Adresse lautet Kirchstraße 2.

## Geschichte
Im Jahr 1324 weihte Weihbischof Walter von Augsburg eine Kirche und einen Friedhof in Marnbach. Bereits seit etwa 1300 gehörte Marnbach zur Pfarrei Bernried. 1479 tauschte das dortige Kloster den Ort mit dem Kloster Polling gegen Seeshaupt. Im Jahr 1514 weihte Weihbischof Heinrich von Augsburg nach einem Umbau des Chorraums erneut die Kirche und einen Altar zu Ehren des Erzengels Michael.
Wegen großer Baufälligkeit erfolgte zwischen 1673 und 1686 unter Caspar Feichtmayr ein Neubau des Langhauses. Teile der Ausstattung dieses Umbaus, wie Figuren sind heute noch erhalten. 1800/02 wurde der Innenraum neu gestaltet, die Seitenaltäre und die Kanzel stammen von Lukas Troger. Infolge der Säkularisation in Bayern kam Marnbach 1802 als Expositur zur Pfarrei Eberfing. 1884 erhielt die Kirche eine neue Empore mitsamt Orgel.
Im Jahr 1917 wurde die Expositur Marnbach zur selbständigen Pfarrei mit der Filialkirche St. Johann in Deutenhausen im Bistum Augsburg erhoben.
1972 wurde der Friedhof erweitert und ein Leichenhaus errichtet. In den Jahren 1989 bis 1992 wurde die Kirche komplett renoviert. Diese kam in den 2010er Jahren zur Pfarreiengemeinschaft Weilheim.

## Beschreibung
An die schlichte Saalkirche mit stark eingezogenem Polygonalchor ist nördlich der romanische Kirchturm mit Satteldach angeschlossen. Südlich gegenüber befindet sich die zweigeschossige Sakristei.

## Orgel

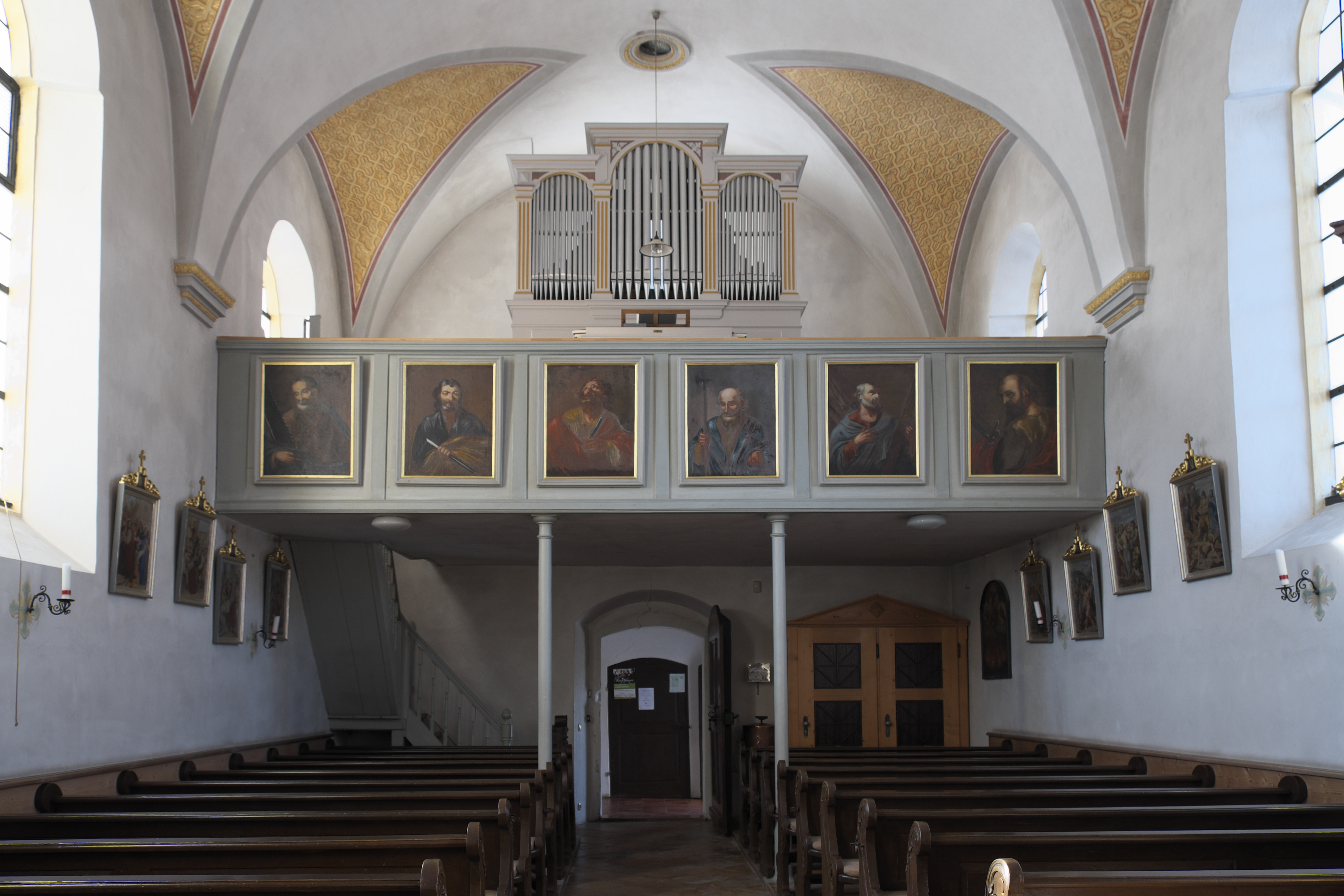
Empore mit Orgel

Der Münchner Orgelbauer Franz Borgias Maerz baute 1884 in St. Michael eine neue Orgel mit sechs Registern auf einem Manual und Pedal. Das Instrument mit Kegellade und mechanischer Spiel- und Registertraktur weist folgende Disposition auf:
| Manual     |    |
| Prinzipal  | 8′ |
| Gedeckt    | 8′ |
| Salicional | 8′ |
| Gemshorn   | 4′ |
| Mixtur III | 2′ |

| Pedal  |     |
| Subbaß | 16′ |

- Koppeln: M/P
- Spielhilfe: Tutti

Im Jahr 1917 mussten die zinnernen Prospektpfeifen kriegsbedingt abgeliefert werden. 1948 erfolgte eine Restaurierung, 1960 wurde die Luftzufuhr elektrifiziert und 1991 restaurierten Riegner & Friedrich die Orgel erneut.